# São Pedro (Vila Franca do Campo)
São Pedro is een plaats (freguesia) in de Portugese gemeente Vila Franca do Campo en telt 1120 inwoners (2001).